# Cullera
|  | Aquest article tracta sobre l'estri de cuina. Si cerqueu la ciutat valenciana, vegeu «Cullera (Ribera Baixa)». |

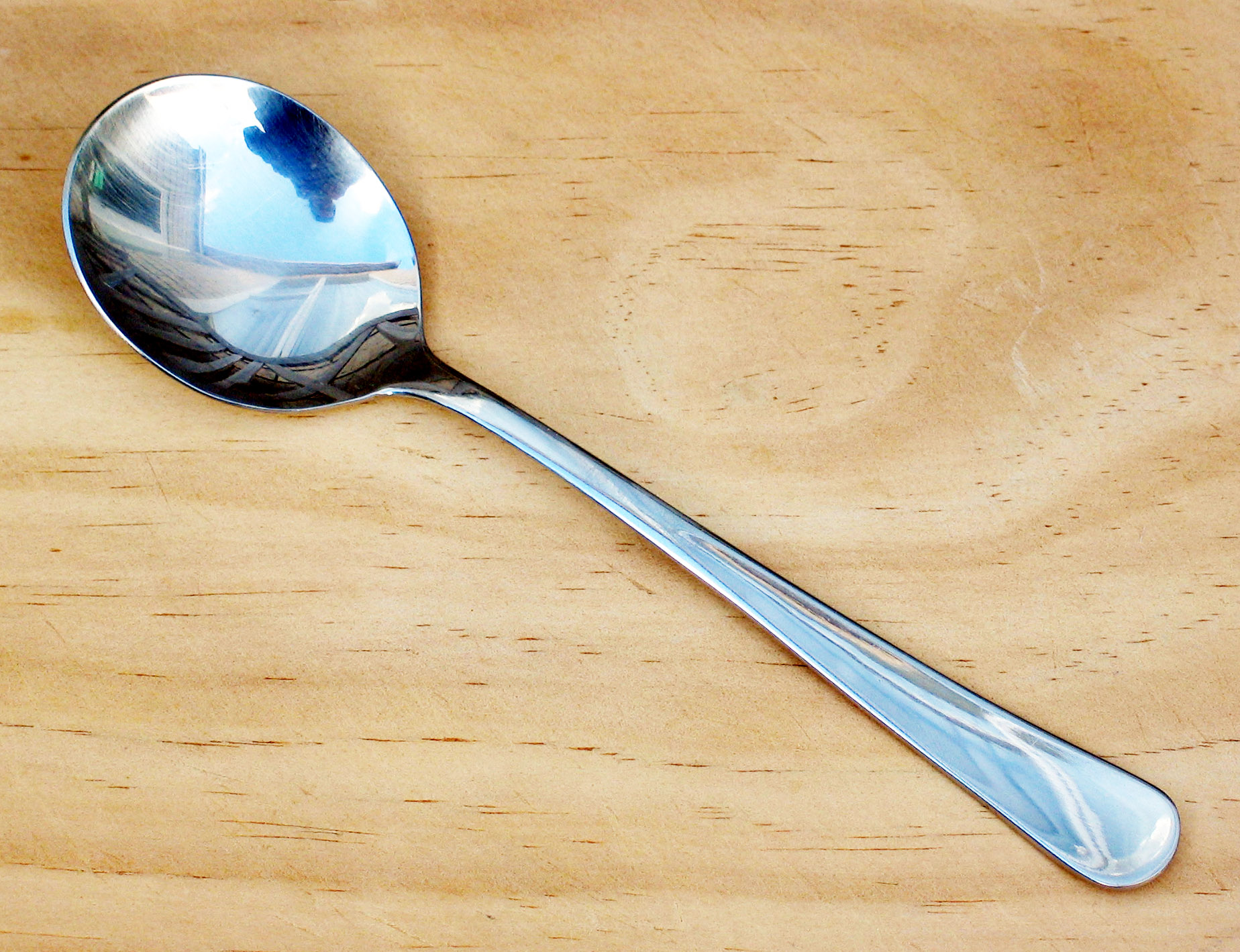
Cullera metàl·lica.

Una cullera és un estri que consisteix en una cavitat poc profunda, ovalada o rodona, a l'extrem d'un mànec per on s'agafa. És un tipus de coberteria que s'empra en cuinar, servir o menjar aliments que no poden ser agafats fàcilment amb forquilla (líquids, semi-líquids o alguns sòlids de petites dimensions com ara arròs o cereals). També s'utilitza per agitar i fins i tot tallar determinats aliments i begudes com postres, còctels i cafès. Les culleres actuals estan fetes de metall (sobretot plata plana o plata, xapat o massís), fusta, porcellana o plàstic. Hi ha una gran varietat de culleres fetes de diversos materials i cultures diferents per a molts usos i aliments diferents.

## Història

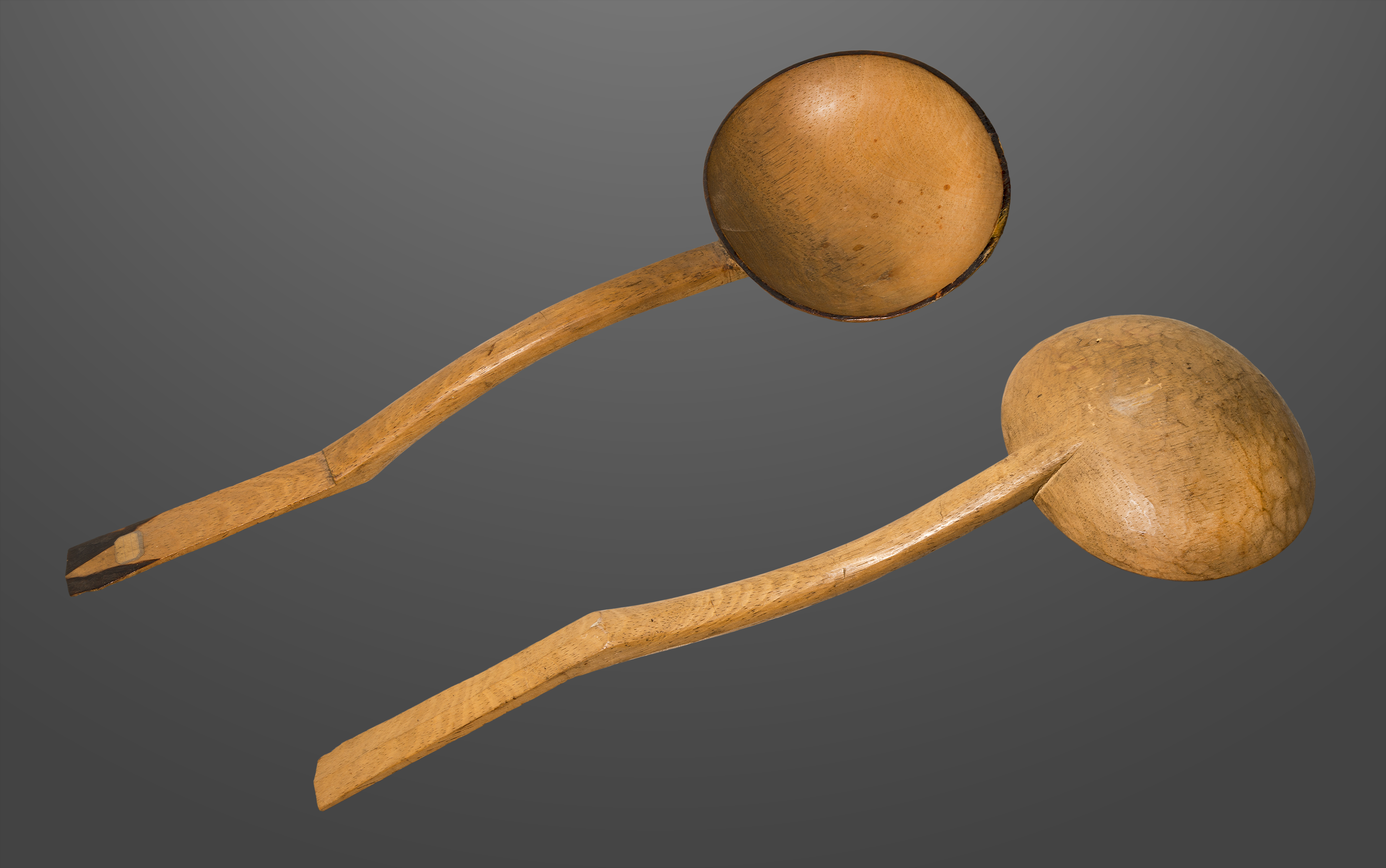
Culleres de fusta, poble Betsileo, Madagascar, segle XIX

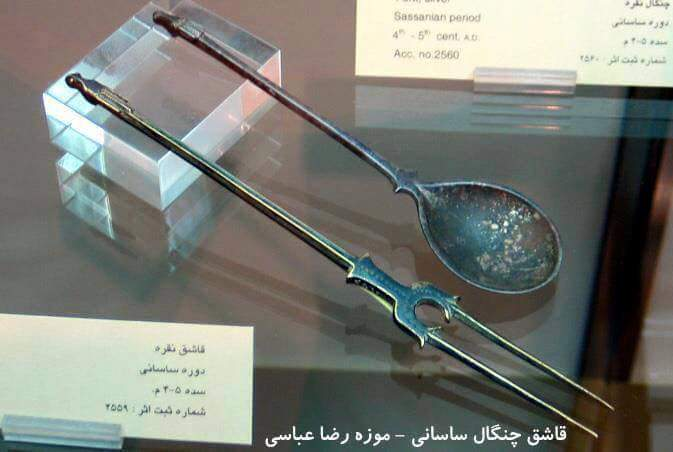
cullera i forquilla sasànides (segle IV)

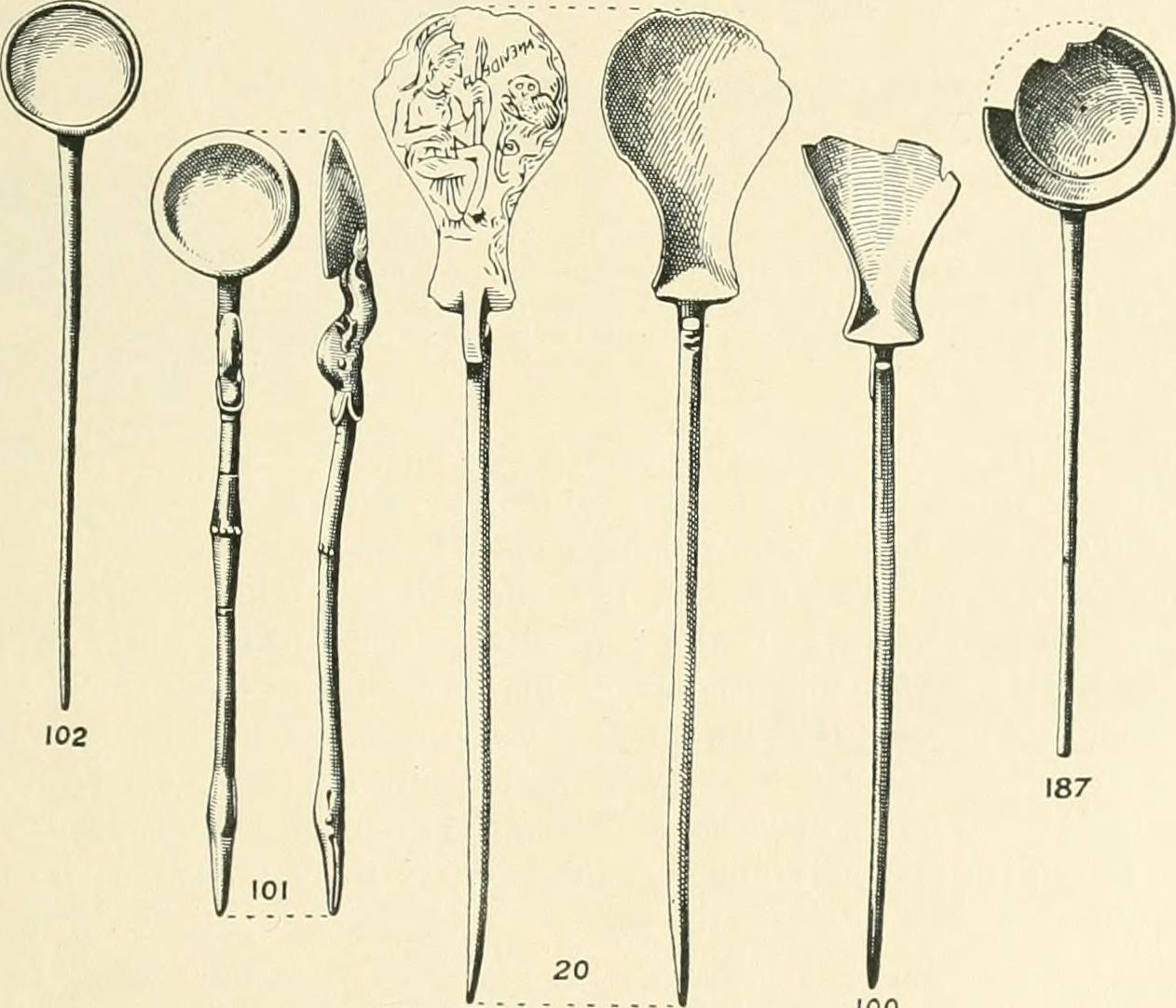
Assortiment de culleres del món romà (Museu Britànic)

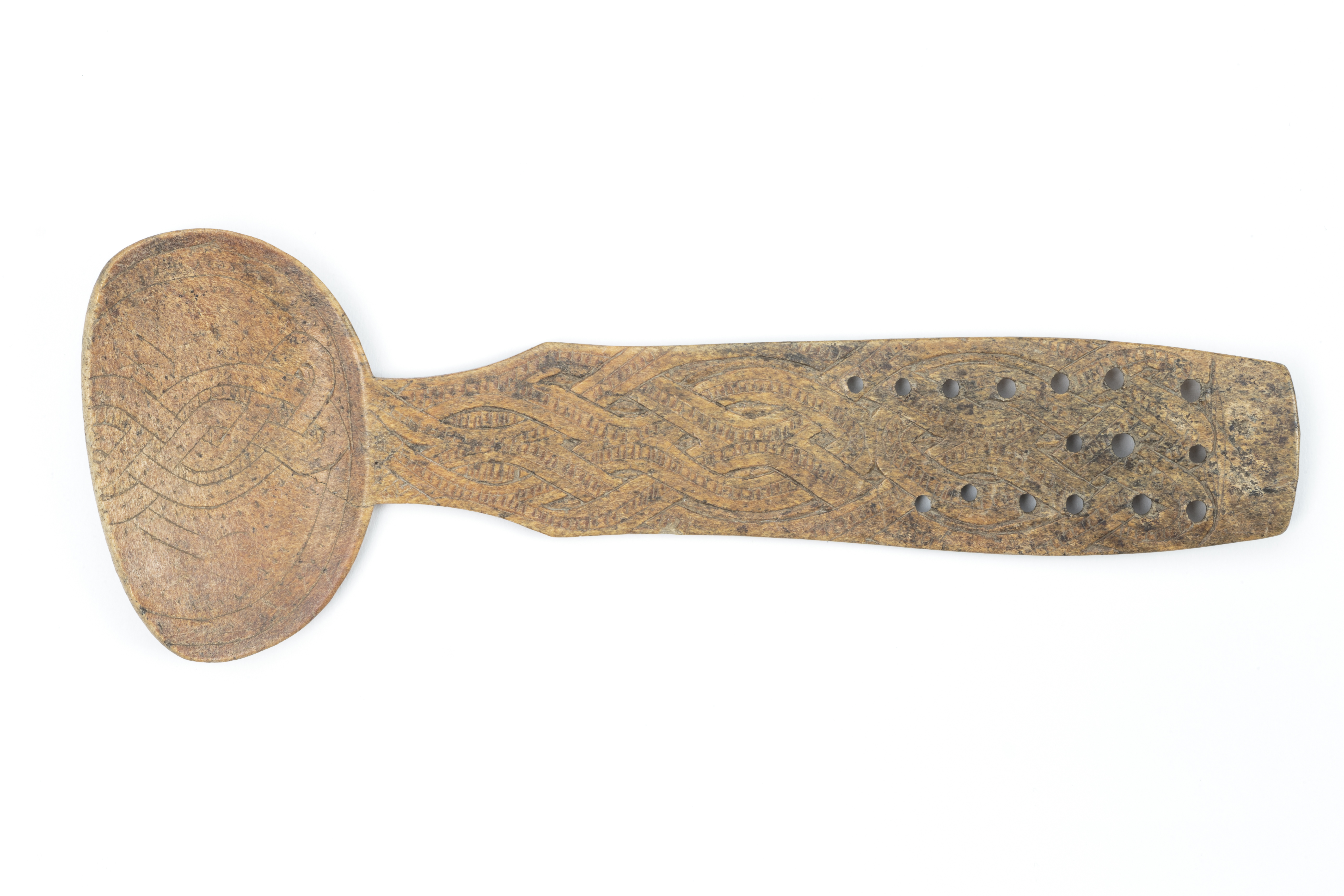
Una cullera de l'època de les croades del 1017 que es va trobar a l'excavació arqueològica de Tursiannotko a Pirkkala, Finlàndia

Al neolígic el cullerot va aparèixer com una evolució del pal de remenar de fusta que es feia servir per remenar i recollir. Els primers registres documentals són de fa 55.000 anys a l'Abric Romaní de Capellades, a l'Anoia, en un nucli neandertal.
Exemples conservats de diverses formes de culleres utilitzades pels antics egipcis inclouen les compostes d'⁣ivori, sílex, pissarra i fusta, moltes d'elles tallades amb símbols religiosos. Durant la civilització neolítica d'Ozieri a Sardenya, ja s'utilitzaven cullers i culleres de ceràmica. A la Xina de la dinastia Shang, les culleres es feien d'os. Les primeres culleres de bronze a la Xina van ser dissenyades amb una punta afilada, i també podrien haver-se utilitzat com a coberts.
Les culleres dels grecs i romans estaven fetes principalment de bronze i plata i el mànec solia prendre la forma d'una espiga o una tija punxeguda. Hi ha molts exemples al Museu Britànic dels quals es poden determinar les formes dels diferents tipus, els principals punts de diferència es troben a la unió del bol amb el mànec. Els grecs antics anomenaven la cullera mystron (μύστρον), i també utilitzaven un tros de pa tret en forma de cullera, que l'anomenaven, mystile (μυστίλη).
A l'inici del món musulmà, les culleres s'utilitzaven per menjar sopa. Les culleres medievals per a ús domèstic eren sovint fetes de banya de vaca o de fusta, però les culleres de llautó, peltre i llet semblaven ser habituals al voltant del segle XV. Les descripcions completes i les entrades relacionades amb les culleres de plata en els inventaris de les famílies reials i altres assenyalen el seu valor i raresa especials. La referència anglesa més antiga sembla estar en un testament de 1259. Als comptes d'⁣Eduard I de l'any 1300 s'esmenten unes culleres d'or i plata marcades amb la flor de lis, la marca de París. Hi ha diverses referències sobre la seva utilització durant l'Edat Mitjana. Una de les culleres medievals més interessants és la cullera de la coronació utilitzada en la unció del sobirà anglès i més tard britànic⁣; aquest objecte del segle XII és l'objecte més antic que es conserva de la regalia reial britànica.
Els jocs de culleres d'apòstol, populars com a regals de bateig a l'època dels Tudor, els mànecs dels quals acaben en caps o busts dels apòstols, són una forma especial a la qual s'adjunta l'interès antiquari. Les nanses de cullera angleses anteriors acaben en una gla, un pom senzill o un diamant⁣; a finals del segle XVI es fa habitual l'extrem de balustre i segell, amb un bol en forma de figa. Més endavant el mànec es fa ample i pla, el bol ample i ovalat i la terminació es talla en la forma singular.
Al primer quart del segle XVIII, el bol es torna estret i el·líptic, amb una llengua o cua de rata per l'esquena, i el mànec es gira cap amunt al final. La forma moderna, amb la punta del bol més estreta que la base i l'extrem arrodonit del mànec cap avall, va entrar en ús cap al 1760.

## Tipus i usos
Les culleres s'utilitzen principalment per menjar aliments líquids o semilíquids, com ara sopa, guisat o gelat, i articles sòlids molt petits o en pols que no es poden aixecar fàcilment amb una forquilla, com ara arròs, sucre, cereals i pèsols. Al sud-est asiàtic, les culleres són l'utensili principal utilitzat per menjar; les forquilles s'utilitzen per empènyer aliments com l'arròs a la cullera, així com el seu ús occidental per perforar el menjar. L'ús d'una cullera per tallar és comú a les Filipines, però ha donat lloc a mesures disciplinàries contra un estudiant que ho va fer al Canadà.
Les culleres també s'utilitzen àmpliament en la cuina i per a servir. Una cullera també és útil per processar gelatina, sucre i xarop. S'utilitza per remenar, una cullera es fa passar per una substància amb un moviment circular continuat amb la finalitat de barrejar, barrejar, dissoldre, refredar o evitar que els ingredients s'enganxin. Les begudes barrejades es poden ajudar d'una cullera per aixafar i barrejar ingredients com la menta i el sucre al fons d'un got o una batedora. Les culleres s'utilitzen per barrejar certs tipus de pols amb aigua per fer una beguda dolça o nutritiva. També es pot utilitzar una cullera per tirar els ingredients barrejant-los lleugerament fins que quedin ben coberts i amanits.
Per a l'emmagatzematge, de vegades es col·locaven culleres i ganivets en caixes de ganivets aparellades, que sovint eren recipients de fusta ornamentats amb la part superior inclinada, utilitzats especialment durant el segle XVIII. A la taula, un estri ornamental anomenat nef, amb forma de vaixell, podia contenir un tovalló, un ganivet i una cullera.

## Llenguatge i cultura

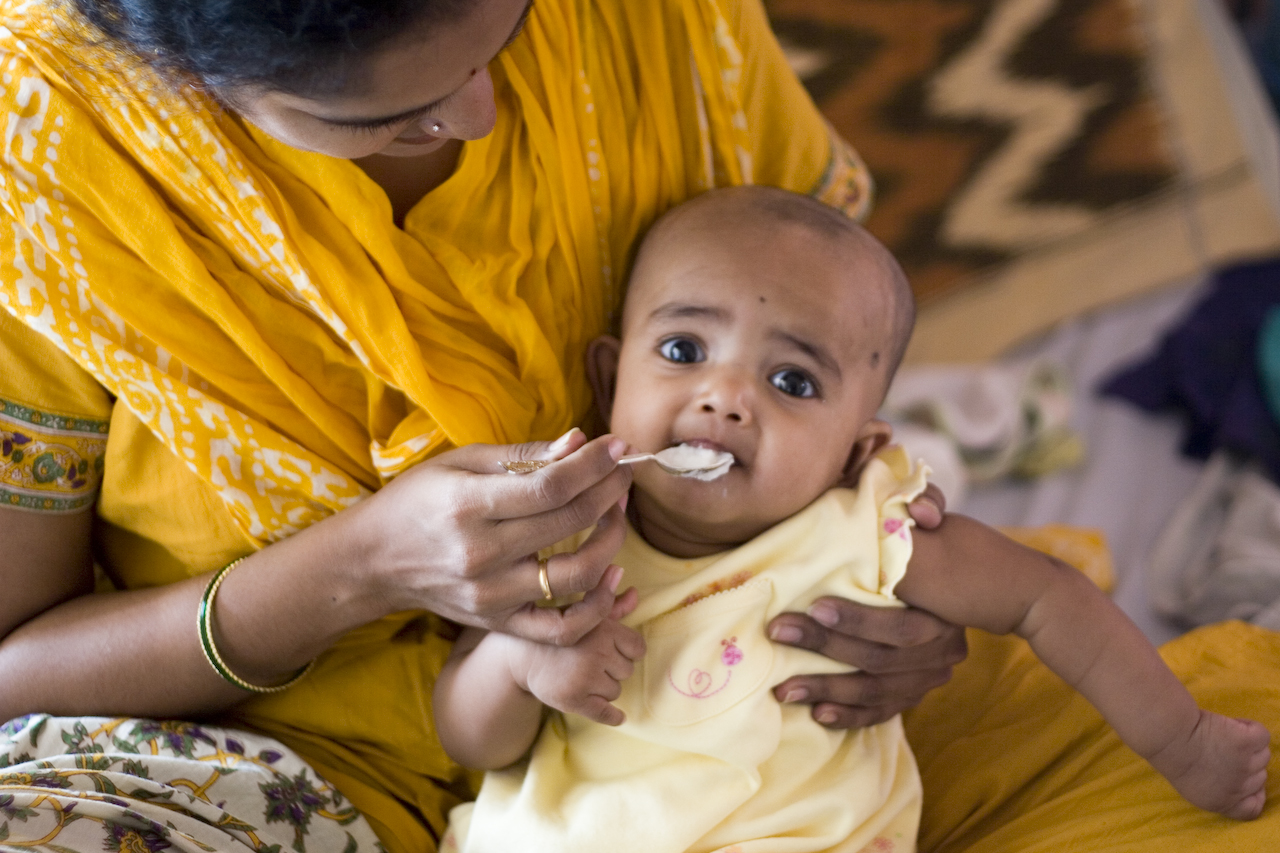
Alimentació amb cullera

Les culleres s'esmenten a la Bíblia (KJV): Déu en el Llibre de l'Èxode diu a Moisès que faci per al Tabernacle, entre altres coses, culleres d'or.
L'expressió "nascut amb una cullera de plata a la boca" (nascut en privilegi) va aparèixer a causa del costum medieval de regalar una "cullera de baptisme" a un nen; les famílies benestants podien comprar culleres fetes de metalls preciosos.
Les culleres es poden utilitzar com a instrument musical.
Alimentar- se a un mateix o a un altre pot significar simplement alimentar-se amb una cullera. Metafòricament, però, sovint significa presentar alguna cosa a una persona o un grup de manera tan completa o de tot cor que impedeix la necessitat de pensament, iniciativa o autosuficiència independents per part del receptor; o presentar informació en una versió inclinada, amb la intenció d'excluir qüestionament o revisió.
Una cullerada —la quantitat de material que conté o pot contenir una cullera— s'utilitza com a unitat de mesura estàndard per al volum a la cuina. Les cullerades i les cullerades de postres també es poden trobar a les receptes de begudes i aliments. Una culleradeta té uns 5 ml i una culleradeta uns 15 ml.
La cullera de record generalment existeix únicament com a objecte decoratiu que commemora un esdeveniment, lloc o data especial.

## Fabricació

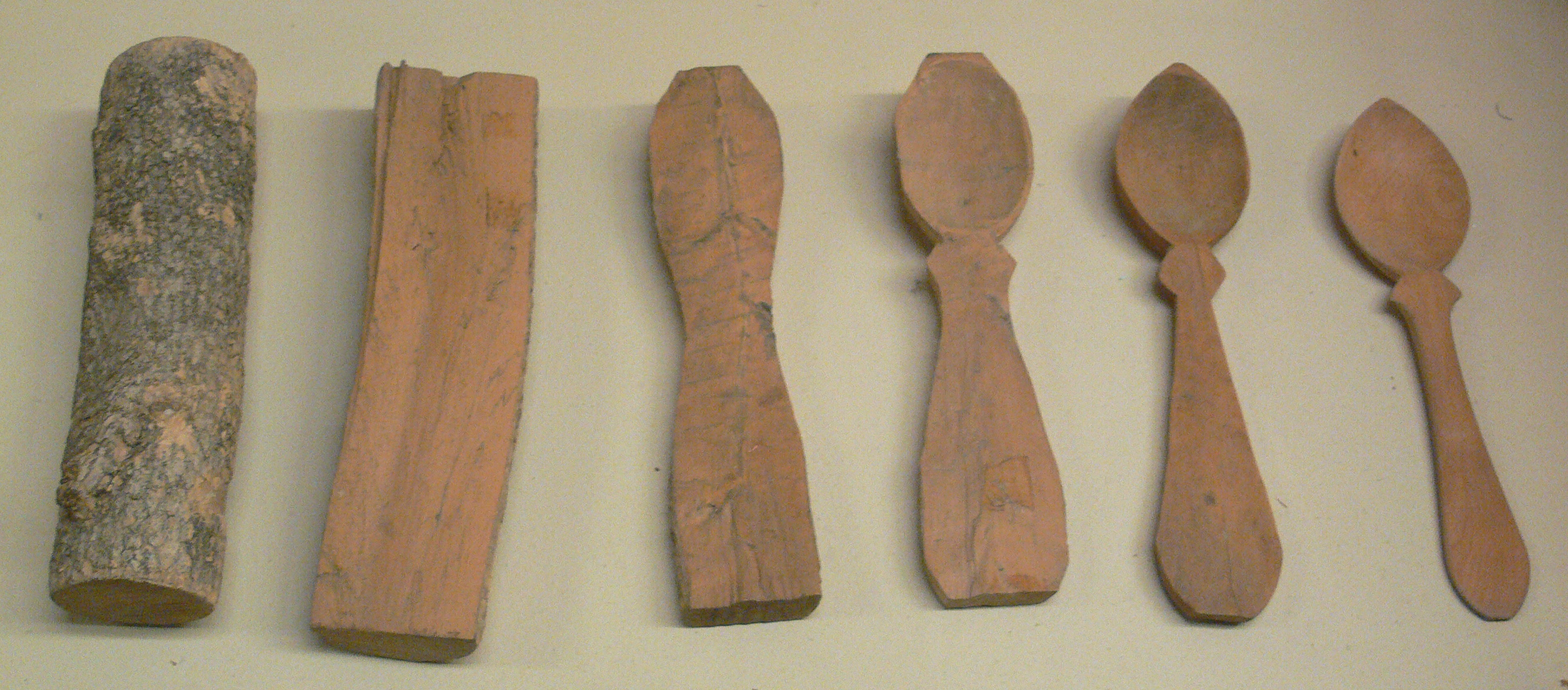
Etapes de la talla per a fer una cullera de fusta

Per a les culleres fetes a màquina, la forma bàsica es talla d'una làmina de plata de llei, aliatge de níquel o acer inoxidable. El bol s'enrotlla en creu entre dos corrons a pressió per produir una secció més fina. La secció del mànec també s'enrotlla per produir l'amplada necessària per a l'extrem superior. A continuació, el blanc es retalla a la forma requerida i s'utilitzen dues matrius per aplicar el patró al blanc. A continuació, s'elimina la marca de partició amb un lliscador i el bol es forma entre dues matrius i es doblega.
Per fer una cullera el tradicional amb la forja a mà, es marca una barra de plata amb les proporcions correctes per al bol i el mànec.
A continuació, s'escalfa fins que s'escalfa i es manté amb pinces i, amb el martell i l'enclusa, es baten en forma. La punta de la barra s'apunta per formar la punta del bol, després es martella per formar el bol. Si s'ha d'afegir un taló, una secció al centre queda més gruixuda. Les vores del bol i la punta de la cullera queden més gruixudes, ja que aquí és on es necessita la major part del gruix. A continuació, s'inicia el mànec i es martelleja fins a la llargada passant de gruixuda al coll i es va reduint gradualment en el gruix donant una sensació equilibrada. Durant aquest procés, la peça es torna molt dura i s'ha de fer recuit diverses vegades, després de tornar a treballar fins a aconseguir la forma final.
El bol s'arxiva a la forma, sovint utilitzant una plantilla metàl·lica. A continuació, es forma el bol amb un pastís de llauna i una cullera. La llauna fosa s'aboca al voltant de l'estaca de la cullera i es deixa endurir. A continuació, es doblega el mànec fins a 45 graus i la cullera es clava a la llauna amb l'estaca de la cullera i un martell pesat per formar el bol. A continuació, s'ajusta el corbat del mànec perquè coincideixi amb les altres culleres del conjunt i així s'asseu correctament a la taula. A continuació, el bol es llima a nivell, un procés anomenat tallar. Les superfícies es llimen, primer amb una llima rugosa per eliminar la taca de foc de la superfície, després amb una llima llisa. A continuació, es poleix per eliminar les marques de llima i la taca de foc de l'interior del bol fins a l'acabat desitjat.